# Karl Otto Matthaei
Karl Otto Matthaei (* 30. November 1863 in Hamburg; † 19. Dezember 1931 in Bremen) war ein deutscher Kunstmaler, Zeichner und Grafiker.

## Leben und Wirken
Er absolvierte seine Ausbildung von 1891 bis 1900 an der Großherzoglichen Akademie der Bildenden Künste in Karlsruhe, die zu der führenden Landschafterschule Deutschlands zählte. Sein erster Lehrer war der aus Altona stammende Franz Hein (1863–1927). Beeinflusst von Christian Ludwig Bockelmann (1844–1894) wurde Matthaei Meisterschüler bei Gustav Schönleber (1851–1917). Seine ersten Studienreisen führten ihn in die Umgebung von Karlsruhe. Um 1894 lebte er in der Grötzinger Malerkolonie in Künstlergemeinschaft mit Franz Hein, Otto Fikentscher (1862–1945), Gustav Kampmann (1859–1917), Friedrich Kallmorgen (1856–1924) und Karl Biese (1863–1926).
1895 gründeten Karlsruher Kunstschüler unter Leitung ihres Lehrers Carlos Grethe (1864–1913) in Duhnen, Altenwalde und Altenbruch (Cuxhaven) eine Künstlerkolonie, zu deren Gründungsmitgliedern Karl Otto Matthaei gehörte.
1903 lernte Karl Otto Matthaei seine spätere Frau Agnes Henriette Louise von Holten (9. Juni 1868 – 1. August 1949) aus Hamburg als Malerschülerin kennen und heiratete am 28. Juni 1905. Deren einziges Kind, Herta Ursula, wurde am 13. November 1909 in Karlsruhe geboren.
Bis 1916 war Karlsruhe Matthaeis offizieller Wohnsitz, allerdings regelmäßig unterbrochen durch seine alljährlichen Studien- und Malaufenthalte an der Nordsee und im Niederelberaum. Danach verlegte er seinen Wohnsitz nach Bremen. Matthaei war langjähriger Vorsitzender des Bremer Künstlerbundes und wurde 1924 zu dessen Ehrenmitglied ernannt. 1930 folgte die Ernennung zum Ehrenpräsidenten des Verbandes Nordwestdeutscher Künstler.
Das letzte Ölgemälde des Künstlers entstand im Herbst 1931 im Bremer Bürgerpark. Matthaei war Mitglied im Hamburger Künstlerverein von 1832.

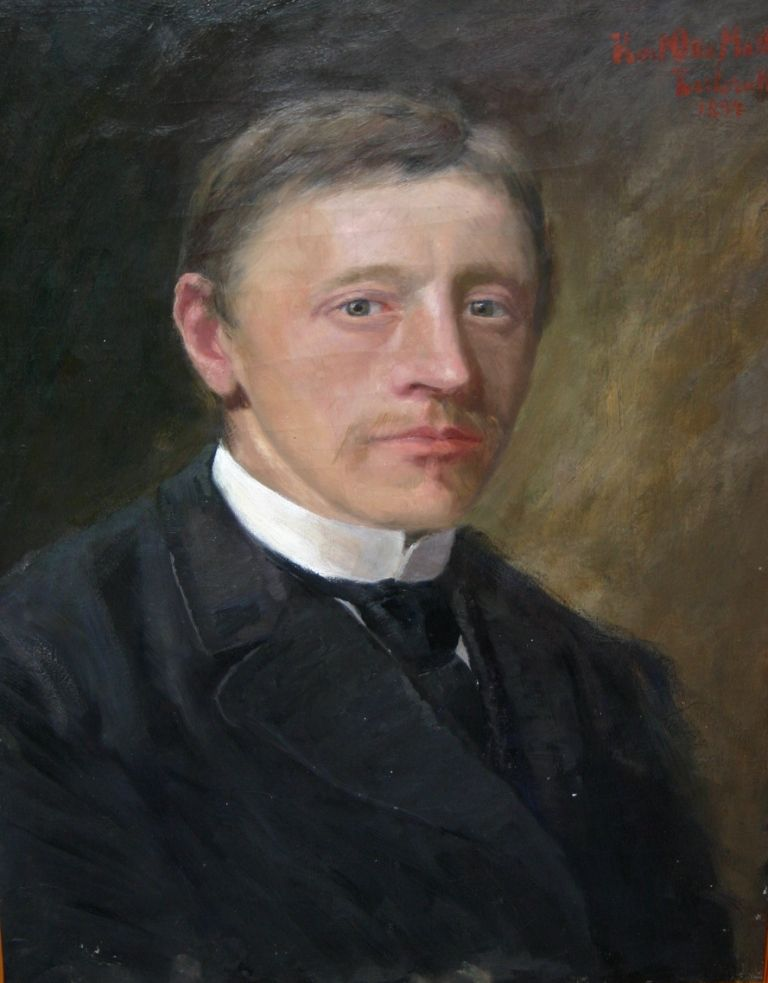
Karl Otto Matthaei – Selbstporträt 1894
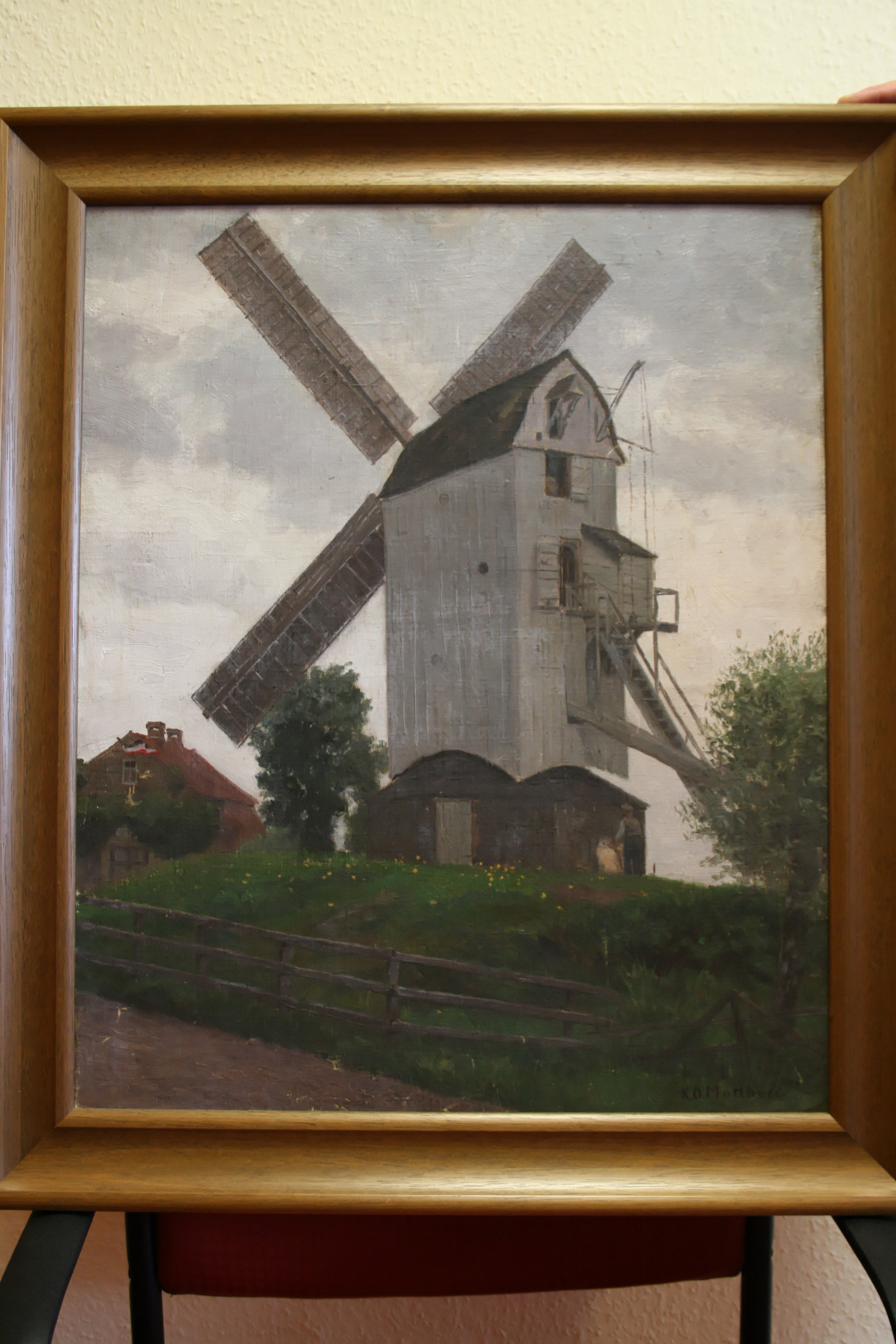
Karl Otto Matthaei – Bockwindmühle in Neuhaus (Oste) – Eigentum der Samtgemeinde „Am Dobrock“